# دهستان حومه غربی (ایذه)
دهستان حومه غربی نام دهستانی در بخش مرکزی شهرستان ایذه، استان خوزستان در ایران است. براساس سرشماری مرکز آمار ایران در سال ۱۳۸۵، جمعیت آن ۸۸۱۳ نفر (۱۵۸۷ خانوار) بوده‌است.